# VPS13A
VPS13A‏ (Vacuolar protein sorting 13 homolog A) هوَ بروتين يُشَفر بواسطة جين VPS13A في الإنسان.